# هیده‌شی هینو
هیده‌شی هینو (انگلیسی: Hideshi Hino؛ زادهٔ ۱۹ آوریل ۱۹۴۶) کارگردان فیلم، مانگاکا، و فیلم‌نامه‌نویس اهل ژاپن است.